# Ченыкаев, Алексей Михайлович
Алексей Михайлович Ченыкаев (ок. 1771—1842) — русский писатель

 и переводчик; коллежский асессор.

## Биография
Алексей Ченыкаев родился около 1771 года и происходил из старинного дворянского рода, татарского происхождения; дед А. М. первый принял святое крещение около 1750 года.
Поступив в 1779 году в Шляхетский Сухопутный Кадетский Корпус, Ченыкаев был выпущен в армию с чином поручика 25 июня 1793 года.
В 1796 году он был произведен в капитаны, а затем вышел в отставку и поступил на службу в театральную дирекцию, где прослужил до 1819 года. 17 апреля 1820 года Ченыкаев был назначен директором Саратовской мужской гимназии, а после ревизии ее И. И. Лажечниковым уволен от этой должности 17 января 1823 года, при чем на него был сделан начет за «покупку для гимназии ненужных вещей»
После этого он поселился в своем имении в селе Турки Балашовского уезда, где и скончался в чине коллежского асессора 14 сентября 1842 года.
Им написана комедия в 3-х действиях «Неслыханное диво, или Честной секретарь» (М., 1803, 8°) и переведено с немецкого сочинение Вульпиуса «Жизнь и военные деяния Генералиссимуса князя Суворова-Рымникского» (М., 1802, 12° и 2-е изд. М., 1802, 8°).